# Norgerholt
Norgerholt este o arie protejată (arie specială de conservare — SAC, sit de importanță comunitară — SCI) din Țările de Jos întinsă pe o suprafață de 26 ha, integral pe uscat.

## Localizare
Centrul sitului Norgerholt este situat la coordonatele 53°03′25″N 6°27′08″E / 53.057°N 6.4521°E.

## Înființare
Situl Norgerholt a fost declarat sit de importanță comunitară în august 2002 pentru a proteja . Situl a fost protejat și ca arie specială de conservare în martie 2011.

## Biodiversitate
Situată în ecoregiunea atlantică, aria protejată conține 2 habitate naturale: Păduri de fag acidofile atlantice, cu subarboret de Ilex și, uneori, de asemenea, Taxus, la nivelul arbuștilor (Quercion robori-petraeae sau Ilici-Fagenion), Mlaștini împădurite.
La baza desemnării sitului se află un număr nedeclarat de specii protejate: